# Dane Richards
Dane Richards (Montego Bay, 14 de diciembre de 1983) es un futbolista jamaicano, actualmente juega para los Vancouver Whitecaps. 

## Fútbol Profesional
Dane Richards comenzó su carrera futbolística en las inferiores de Seba United en Jamaica. En el 2003 deja Jamaica para jugar en el fútbol colegial de Estados Unidos con San Jacinto JC y después con Clemson. Tras cuatro temporadas en el fútbol colegial Richards es fichado por Red Bull New York de Major League Soccer. Con Red Bulls, Richards es considerado uno de los jugadores más dinámicos de la liga, notado por su velocidad y habilidad en el uno contra uno.

## Clubes

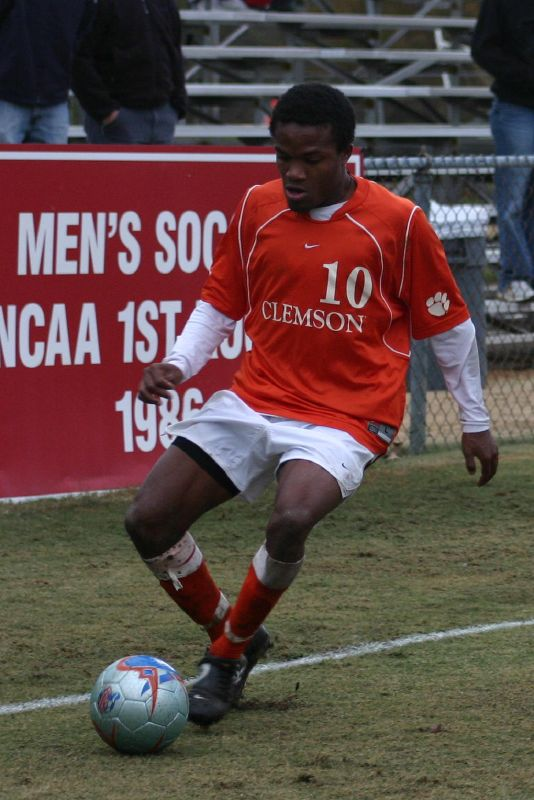
Richards con Clemson Tigers

| Club                  | País           | Año       |
| --------------------- | -------------- | --------- |
| Seba United           | Jamaica        | 2001-2003 |
| San Jacinto Coyotes   | Estados Unidos | 2003-2004 |
| Clemson Tigers        | Estados Unidos | 2005-2006 |
| New York Red Bull     | Estados Unidos | 2007-2012 |
| Vancouver Whitecaps   | Canadá         | 2012      |
| Burnley Football Club | Inglaterra     | 2013      |
| →F. K. Bodø/Glimt     | Noruega        | 2013      |
| F. K. Bodø/Glimt      | Noruega        | 2013-2014 |
| New York Red Bull     | Estados Unidos | 2015      |
| →Indy Eleven          | Estados Unidos | 2015      |
| Miami FC              | Estados Unidos | 2016      |

## Selección nacional
Richards debutó con la Selección de Jamaica en el 2002. Ha participado en las eliminatorias para la Copa del Mundo del 2010, y ayudó a Jamaica a conquistar la Copa del Caribe de 2008. 

## Estadísticas
| Liga                | Partidos | Goles |
| ------------------- | -------- | ----- |
| Major League Soccer | 130      | 20    |